# Размер точки
Разме́р то́чки (шаг триад экрана ЭЛТ) — спецификация для компьютерных устройств, компьютерных принтеров, сканеров изображений или других пиксельных устройств, которая описывает расстояние между центрами соседних пикселей или точек. Если это цветной дисплей, то между точками одного цвета. Для цветного дисплея — это также размер триады.